# Théorie néo-madisonienne
La théorie néo-madisonienne est la théorie, dite nouvelle, qui découle de la pensée de James Madison, que l'on retrouve principalement dans ses articles du Fédéraliste (1787). 
Selon Madison, un gouvernement représentatif entraîne nécessairement une délégation de pouvoir des électeurs vers un nombre restreint d’élus. Cette délégation s'opère selon des schémas divergents, appelés les chaînes de délégation. Une manière de conceptualiser la structure constitutionnelle d’un régime démocratique consiste à évaluer la « chaîne de délégation » reliant les gouvernants aux électeurs. Pour Madison, les pouvoir exécutif, législatif et judiciaire doivent être séparés. La chaîne de délégation doit être fragmentée entre des groupes d’acteurs différents. Son but fut d’instaurer un mécanisme « anti-hégémonique » pour contrôler le pouvoir des majorités politiques. 
Toute théorie découlant et reprenant des principes énoncés par Madison et publiée après 1787 est une théorie néo-madisonienne. Cette théorie se développe à la fois dans l’analyse des systèmes nationaux, études latino américaines et des systèmes internationaux, études européennes.
Le discours néo-madisonien n’est cependant pas uniforme. Il rassemble diverses approches que l’on peut trouver dans les théories de l'intégration européenne, des organisations internationales ainsi que des gouvernements latino-américains.

## Rapport avec les études européennes
Pour de multiples raisons, ces dernières années ont été marquées par une crise de légitimité pour l'UE. Privée de ses forces motrices sécuritaires, économiques et idéologiques, et marquée par la fin du « consensus permissif » autour des mérites de l’intégration, l'UE a dû se justifier sur de nouvelles bases. En outre, cette crise est intervenue au moment où le fédéralisme européen touche à sa fin. Sans ambition de devenir un nouvel État européen, le projet d’intégration a dû chercher ailleurs pour assurer sa légitimité. C'est ici, dans ce contexte de panne de légitimité et perte d’ambition institutionnelle, que s’est développé un discours néo-madisonien.
Ce discours présente une analyse des limitations institutionnelles au sein de l'UE pour démontrer sa légitimité démocratique. Il est néo-madisonien, car il reprend l'analyse faite par Madison dans le Fédéraliste et notamment sa doctrine de la séparation des pouvoirs et la diffusion du pouvoir politique à travers de multiples contre-pouvoirs et points de veto. Pour les néo-madisoniens, l’aspect confus et multiforme de l’UE, et en particulier ses diverses échelles de gouvernance – européenne, nationale, régionale et locale –, sont la preuve de son efficacité en tant que mécanisme madisonien pour éviter la concentration du pouvoir politique. Il existe cependant de multiples Madison dans le débat autour de l’UE et du déficit démocratique.

## Rapport avec l'Amérique latine
En Amérique latine, les vagues de coups militaires des années 1960-70 ont amené les théoriciens à repenser les techniques constitutionnelles de séparation des pouvoirs. Cette partie de l'Amérique est principalement gouvernée par des régimes présidentiels. Elle est sous l'influence de la domination du pouvoir exécutif sur les autres menant parfois à un système tyrannique. Les études néo-madisoniennes ont cherché à comprendre pourquoi certains de ces régimes dérivaient en tyrannie tandis que d’autres restaient des démocraties et ont réfléchi à des moyens permettant d’encadrer les relations avec le pouvoir législatif. 
La théorie néo-madisonienne occupe depuis la fin du 20e une place centrale dans les études politiques d’Amérique latine. Celles-ci ont longtemps été de tradition institutionnelle. Son travail peut porter sur des sujets allant des histoires institutionnelles très détaillées à des analyses de stratégie d’action sous la contrainte. L’analyse madisonienne est employée dans le cadre des études de la séparation des pouvoirs, des logiques de délégation des démocraties représentatives, de la capacité d’action collective entre les acteurs politiques et de l’interaction entre ces phénomènes.

## Critiques
Si les néo-madisoniens s’appuient sur les concepts clés de Madison dans la construction de leur théorie, il leur est reproché une réappropriation erronée des idées madisoniennes.
De plus, leur volonté de « fragmentation institutionnelle » afin de légitimer le pouvoir en place a été discutée, notamment par Robert Alan Dahl et Georg Wilhelm Friedrich Hegel.
Les études néo-madisoniennes latino américaines ont souvent été accusées de trop porter l’emphase dans les études des comportements sur les contextes institutionnels (Crisp and Escobar-Lemmon, 2001) et le rationalisme institutionnel (Weylan 2002).

## Madison etle Fédéraliste
James Madison (1751-1836), quatrième président des États-Unis (1809-1817), est l’un des Pères fondateurs des États-Unis. Il fut révélé au grand jour lorsque, après avoir aidé à écrire la constitution de l’État de la Virginie en 1776, il participa avec cinquante-quatre autres délégués (nommés plus tard Pères fondateurs) à la Convention de Philadelphie. Également appelée Convention continentale, son but était de produire une constitution pour les États-Unis d’Amérique. Il fut, avec Alexander Hamilton, un des délégués les plus actifs lors de la Convention.
Les travaux les plus notables de Madison sont les essais publiés dans l’ouvrage le Fédéraliste, coécrits avec Alexander Hamilton et John Jay. Le recueil a été publié après la Convention de Philadelphie pour persuader certains États, notamment celui de New York, d’accepter la Constitution. Ils constituent une remarquable collection d’essais reflétant certains débats des plus cruciaux de la Convention.
La Constitution a été conçue pour fournir le cadre de base d’un système de pouvoir politique stable et limité. Madison, Hamilton et Jay écrivirent les Federalist Papers à la suite de la rédaction de la Constitution en essayant par tous les arguments possibles de promouvoir la Constitution comme la meilleure forme d’organisation des pouvoirs existante.
Dans le Fédéraliste, Madison promeut la séparation des pouvoirs. Afin qu’aucune branche ne puisse dominer le gouvernement fédéral, il introduit un système de contrôle et de contre-pouvoirs, dit check and balances. Cela signifie qu’aucune partie du gouvernement ne pourrait avoir un monopole du pouvoir. C'est ainsi que les deux assemblées législatives peuvent approuver un texte, mais le président peut exercer un veto. À leur tour, le Sénat et la Chambre des représentants peuvent contre-voter un veto présidentiel si les deux tiers de leurs membres le votent.
De plus, chaque institution n'est pas élue de la même manière. Ainsi, la Chambre des représentants est élue directement par le peuple, mais c’est la seule entité fédérale qui l'est. Les sénateurs sont élus par les assemblées législatives des États, et le président est élu par le Collège électoral, lui-même élu par les assemblées législatives des États.
Madison n'avait pas confiance en la compétence des citoyens ou de leurs représentants : c’est ainsi que des arrangements institutionnels permettaient de compenser « le défaut de meilleures motivations ».

## Concepts fondamentaux

### La chaîne de délégation comme principe de représentation
Pour Madison la délégation du pouvoir politique à des représentants est nécessaire, elle permet de « raffiner et d’élargir l’esprit public, en le faisant passer dans le milieu (filtre) d’un corps choisi de citoyens, dont la sagesse peut mieux discerner le véritable intérêt de leur pays » (Article 10, The Federalist). Il refuse le mandat impératif donné par les représentants.
La chaîne de délégation est, selon Madison, le chemin par lequel les électeurs délèguent du pouvoir vers un nombre restreint d’élus. Ainsi, dans un régime parlementaire, les électeurs ne choisissent pas directement l’exécutif : ce sont en effet les parlementaires (et, à travers eux, les partis politiques) qui ont le pouvoir de nommer – et de renverser – le Premier ministre. Celui-ci et le gouvernement qu’il dirige sont issus de la majorité parlementaire, et restent en fonction tant qu'ils disposent de la confiance de cette majorité. Dans un régime présidentiel, le chef de l’exécutif ne procède pas du parlement, puisque le Président est, comme l’Assemblée, élu au suffrage universel direct. En outre, la durée du mandat présidentiel est fixée par la Constitution et l’Assemblée ne saurait le renverser.
Les régimes purs, le régime parlementaire comme le régime présidentiel, se définissent ainsi par le fait qu'une seule personne exerce la réalité du pouvoir exécutif (le Président ou le Premier ministre) et par les rapports qu’entretiennent l’exécutif et le législatif. Dans le régime parlementaire, le gouvernement est responsable devant l’assemblée qui peut être dissoute par le gouvernement ; on parle de séparation souple des pouvoirs. Dans le régime présidentiel, il y a une autonomie et une indépendance de l’exécutif et du législatif du fait que ce sont des élections distinctes qui désignent les législateurs et le chef de l’exécutif ; on parle de séparation stricte des pouvoirs.
Les néo-madisoniens cherchent à expliquer comment les différents maillons de la chaîne de délégation sont organisés. Ils analysent l'organisation du gouvernement comme une juxtaposition de relations hiérarchiques et transactionnelles d’institutions. Une relation hiérarchique renvoie à une relation verticale de pouvoir où un acteur est supérieur à un autre. À l'opposé, dans une relation transactionnelle, les acteurs sont égaux. Les acteurs tirent leur légitimité de sources différentes et doivent coopérer afin d'accomplir certaines tâches. Ainsi, les différents acteurs doivent être égaux en puissance et en interaction.

#### Amérique latine et dérives totalitaires des démocraties
En Amérique latine, dans la tentative de comprendre les dérives totalitaires des démocraties représentatives, une des questions centrales posée par les théoriciens de la démocratie et de l’efficacité démocratique fut celle des incitations institutionnelles à la convergence ou à la divergence des préférences des acteurs du système. De nombreuses études ont ainsi cherché à expliquer sur la nature de l'influence des relations inter-partis et intra-parti au sein des institutions électorales sur la définition des enjeux et angles politiques comme sur les ambitions des législateurs. Elles se sont ainsi concentrées sur la fragmentation partisane. D’autres se sont intéressées à l’évolution des clivages ou encore du rapport société/parti.
Les travaux de Juan Linz sur les périls du présidentialisme, en 1994, furent l'un des éléments fondateurs de l’étude des institutions démocratiques en Amérique latine. Selon Linz, le système présidentiel est voué à l’échec. Dès 1978, dans The Breakdown of Democratic Regimes (Linz et Stepan 1978), il s'interroge sur l’idée que les relations entre le législatif et l’exécutif pourraient menacer la démocratie. Il faudra cependant attendre que les dictatures passent pour que leur discours soit audible.
Dès les années 1990, les institutionnalistes s’emparent de son idée pour développer une analyse des structures de séparations des pouvoirs d’Amérique latine. Ils s'intéressent également à la manière dont les institutions interagissent avec cette séparation pour diriger les acteurs politiques, de manière et sous des formes variées, vers certains résultats.
L'architecture du présidentialisme est composée de deux acteurs ayant des fonctions distinctes, des légitimités et des lieux distincts. Chaque agent d’un régime présidentiel a une double position : verticalement responsable envers le collectif principal, l’électorat, mais il possède également une relation horizontalement en interaction avec l’autre. Chaque institution peut utiliser des stratégies impliquant des relations interbranches lorsqu’elle doit déterminer ses objectifs. Leurs actions peuvent être proactives, via la promulgation de décrets ou législation, ou réactives, lorsqu'un statu quo est maintenu via le véto.

### La fragmentation institutionnelle comme source de légitimité démocratique

#### La polyarchie
La polyarchie et les différentes fonctions accordées à chaque institution reprennent le concept de fragmentation, cher à Madison, qui permet la légitimité démocratique. La fragmentation institutionnelle a pour but d’éviter la tyrannie de la majorité ainsi que le pouvoir arbitraire et potentiellement corrompu de l'État. Pour Madison, les pouvoirs exécutif, législatif et judiciaire doivent être aux mains d’acteurs distincts. Chaque institution agit dans le cadre des fonctions qui lui sont attribuées. La concurrence entre les institutions, source de méfiance, évite qu’une institution ne puisse s’imposer aux autres. En effet, chaque abus de pouvoir sera alors rendu public. C'est ce que Madison appelle le système des checks and balances. Une démocratie est un régime qui contrôle le pouvoir afin d’en éviter les dérives. Elle est légitime car elle permet d’éviter la tyrannie et la corruption. Ici, constitutionnalisme et démocratie font bloc avec le contrôle du pouvoir politique assimilé à la question de sa légitimité politique.

##### La fragmentation des acteurs politiques de l’Union européenne comme source de légitimité
Dans un contexte de perte de confiance dans l’intégration européenne et dans le fédéralisme, les théoriciens ont cherché à résoudre le problème de son introuvable légitimité populaire.
Pour Andrew Moravcsik (2003), la fragmentation institutionnelle donne sa légitimité à l’Union. Elle contribue à ce qu’aucun groupe ne domine les processus de prises de décisions, évitant ainsi une tyrannie de la majorité et facilitant la représentation des minorités.  Ainsi, plus il y aura de veto, plus légitime sera l'UE. Le pouvoir est ainsi « contrôlé par le contre-pouvoir ». Pour Adrienne Héritier (1999), « le pluralisme et la polyarchie » dans l’UE ont pour résultat que « le pouvoir est contrôlé par le contre-pouvoir avec l’effet qu’aucun groupe ne peut dominer les processus de prise de décision ». La multiplication de points de veto rend en effet impossible qu’une majorité se forme au sein des institutions bruxelloises. Pour Kalypso Nicolaïdis et Robert Howse (2001), l’UE pratique une séparation de fonctions plutôt que de pouvoirs. Le rôle des contre-pouvoirs est aussi différencié selon la distribution de compétences dans l’Union. Par exemple, le Parlement européen a un rôle important de contre-pouvoir mais pas dans tous les domaines.
Majone (1996) souligne également que l’UE représente « l’idée d’une démocratie non majoritaire, où la légitimité dépend de la capacité du système politique de neutraliser le pouvoir de la majorité en le diffusant à travers l’espace politique ». En effet, il est quasiment impossible d'obtenir la majorité dans l’Union européenne.
Ainsi, le système politique de l’Union européenne et sa constitution rendent le pouvoir politique légitime en limitant le risque de tyrannie.

##### Un outil critique du présidentialisme en Amérique latine
Dans l'analyse des interactions, certains comme Scott Mainwaring et Matthew Shugart (1997) mettent l'accent sur l'importance des partis législatifs dans la formation du pouvoir du président. Un système partisan peut générer une relation hiérarchique et verticale au sein du système. Ainsi Jeffrey Weldon (1997) montre dans son analyse du Parti révolutionnaire institutionnel (PRI) au Mexique, que le pouvoir du président du pays dépendait de la présence au sein de la législature d’une majorité disciplinée, dont il était à la tête. La relation transactionnelle entre l’exécutif et le législatif fut transformée en hiérarchique. Dans le cas contraire, des études de présidents au Brésil et en Colombie ont souligné que des présidents n’ayant pas d'influence suffisante auprès du Parlement éprouvent des difficultés à faire appliquer leurs politiques nationales (Archer et Shugart, 1997, Mainwarring 1997).  Dans les antithèses du cas de Mexico, les initiatives présidentielles se sont souvent vu bloquées par les législateurs qui les ont forcées à une transaction afin de contourner les chambres hautes et gouverner de manière impériale (Cox et Morgenstern, 2002).
Pour les néo-madisoniens, le potentiel péril d’une démocratie présidentielle provient du fait que le président puisse gouverner par décret, ce qui signifie déléguer ou obtenir le pouvoir et la légitimité du législatif.

### Sa visée internationale
Pour Zaki Laïdi (2008), les institutions internationales ont le mérite d’apprivoiser les États. Une fonction élémentaire de l’Union européenne est « de dévitaliser la souveraineté politique des États dans ce qu’elle a de plus conflictuel au profit d’un modèle coopératif, stable, durable, prévisible ».
Robert Keohane, Stephen Macedo et Andrew Moravcsik (2009) soutiennent que les institutions internationales comme les Nations unies (ONU) ou l’Organisation mondiale du commerce (OMC) jouent un rôle analogue aux limites imposées sur les majorités par les « checks and balances » de Madison. Pour Keohane et al (2009), ces institutions renforcent la démocratie à l’échelle nationale dans trois directions : en empêchant la formation de factions, en défendant les droits des individus et des minorités et en améliorant la qualité du débat public.
Le discours néo-madisionien international se reflète également dans la lecture du fédéralisme dans l’Union européenne. Pour Fabbrini, l’Union européenne peut être qualifiée de « démocratie composée » (2008). L’Union européenne est ici identifiée comme une « démocratie composée » (compound democracy). Une démocratie composée est un système constitué d'intérêts étatiques ou corporatifs différents et divergents dont l’architecture institutionnelle doit retenir les tendances hégémoniques de certains acteurs pour garantir qu'aucune communauté d’intérêt ne puisse nuire ou dominer les autres. Pour l’auteur, l’Union européenne aurait plus de points communs avec le modèle des États-Unis qu'avec le modèle européen. Cependant, Majone (1996) nie que l’Union européenne puisse être comparée aux États-Unis, car en Europe il n’existe pas de « demos » ou de peuple européen.

## Critiques de la théorie néo-madisonienne
Chaque théoricien de la démocratie reconnaît l'importance de la limitation du pouvoir politique. Un pouvoir sans limites est une tyrannie. Cependant, il n’existe aucun consensus sur la nature des limites qui doivent s’exercer sur le pouvoir à travers de multiples contre-pouvoirs et points de veto, entrainant ainsi la mise en place de différentes traditions en théorie politique. Si la théorie néo-madisionienne propose une conception précise des limites du pouvoir politique, elle est largement critiquée, notamment sur l’établissement exact des limites que l’on peut imposer au pouvoir politique pour maintenir l’équilibre délicat entre liberté et pouvoir. Dès lors, des critiques sur différents points de la théorie néo-madisonienne ont été réalisées, notamment sur les utilisations erronées des théories de Madison par les néo-madisoniens.

### Un décalage entre le discours de Madison et son utilisation par les néo-madisoniens

#### La discussion sur la séparation de la légitimité et de la souveraineté
Pour les néo-madisoniens, toute limite est une source de légitimité, une idée difficilement conciliable avec les débats en théorie politique et surtout avec les idées de Madison.
Conceptuellement, une des implications du discours néo-madisonien est qu’il faudrait séparer légitimité et souveraineté, car les deux concepts s’opposent plus qu’ils ne se complètent. Cet argument paraît cohérent étant donné que le concept de la souveraineté est aujourd’hui très souvent critiqué pour ses connotations tyranniques et absolutistes. Cependant, en essayant de séparer souveraineté et légitimité, les néo-madisoniens éprouvent quelque difficulté à articuler leur propre conceptualisation du droit politique.
Une configuration institutionnelle ne peut se suffire à elle-même pour se légitimer. Les néo-madisoniens ont leurs institutions mais sans ordre normatif. Cependant, en analysant les écrits de Madison, on s’aperçoit qu'il avait une vision beaucoup plus complexe de la légitimité politique. Selon ses écrits, la légitimité de sa doctrine de la séparation des pouvoirs dépend du lien avec la souveraineté du peuple. Les limites qui s’appliquent au gouvernement n’existent donc pas en dehors de la souveraineté. Ainsi, ces limites sont une action « d’autolimitation » qu’un peuple exerce sur lui-même.
Cependant l'analyse des idées de Madison montre que celui-ci n’opposait pas les concepts de souveraineté et de légitimité démocratique comme le font de nombreux néo-madisoniens aujourd'hui. En effet, contrairement à ses prédécesseurs comme Montesquieu, Madison considérait la souveraineté populaire comme un principe de légitimation de tout système politique moderne. Dès lors, le système de séparation des pouvoirs et l’existence de multiples contre-pouvoirs ne furent pas une source de légitimité en soi. Leur légitimité s’établit plutôt en relation avec la souveraineté du peuple. La légitimité d’une limite imposée sur le pouvoir politique est donc fonction de sa relation avec la souveraineté.[réf. nécessaire]

Madison affirme  l’existence de ce lien étroit entre légitimité et souveraineté dans ses idées au sein du Fédéraliste :
« Les [anti-fédéralistes] doivent comprendre que l'ultime autorité, quel qu'en soit le dérivatif, réside dans le peuple seul ; et qu'elle ne dépendra pas de l'ambition variable des différents gouvernements, et de la possibilité que l'un d'entre eux soit capable d'élargir sa sphère de compétence aux dépens des autres. La vérité et aussi l'honneur exigent que, en fin de compte, chaque cas doit dépendre du sentiment et de la sanction des électeurs. » (Le Fédéraliste, 46, 29 janvier 1788)
Madison ne voyait donc pas dans la diffusion du pouvoir politique une source de légitimité ; au contraire, il cherchait à légitimer cette solution institutionnelle par le principe de souveraineté populaire.

#### Madison: fédéralisme ou républicanisme?
Pour mieux comprendre l’erreur faite par les néo-madisoniens, il est important d’analyser les arguments de Madison dans le Fédéraliste. Perry Anderson affirme que « Madison a été pris en otage à des fins autres que les siennes » ; en effet, les néo-madisoniens ont accentué un aspect de sa doctrine sans prendre les autres en compte.
En se focalisant sur la fragmentation institutionnelle et la méfiance entre différentes branches du gouvernement, les néo-madisoniens relèvent une partie importante de la conception madisonienne de la démocratie : l’agonisme nécessaire entre institutions. Cependant, cette théorie de Madison s’est développée dans un contexte précis, caractérisé par une méfiance croissante d’une partie de l’élite sociale et politique aux États-Unis vis-à-vis des fermiers et artisans. Pour contenir les effets de cette crise et sauvegarder la paix politique et sociale, Madison ainsi que d’autres théoriciens politiques ont proposé cette solution institutionnelle.
Dès lors, ce serait une lecture erronée d’affirmer que la théorie de séparation des pouvoirs de Madison dépend, pour sa légitimité, de l’agonisme et de la méfiance entre différents acteurs. Madison est avant tout un républicain, ainsi sa conception de la limitation de la tyrannie des majorités populaires dans les États concorde avec sa vision de la république.
Deux visions de Madison s’affrontent alors : celle qui considérait, face aux vices du système politique des États-Unis, que la vertu républicaine était insuffisante pour éviter la mobilisation croissante et destructrice de la majorité populaire contre ses maîtres, mais également celle qui considérait qu’il n’existait pas de solution institutionnelle aux problèmes de l’époque et qu’il fallait, dès lors, prendre le risque de fonder une nouvelle constitution fédérale sur un nouveau principe de droit politique, la souveraineté du peuple.
Cependant, les néo-madisoniens n'en retiennent qu’une. Les néo-madisoniens ont ignoré la contribution de Madison à la pensée républicaine et sa relation avec le principe de souveraineté populaire.
Au-delà de la fragmentation institutionnelle, Madison identifie la souveraineté populaire comme le principe normatif sur lequel repose la légitimité de sa nouvelle constitution fédérale. Les idées de Madison sont contradictoires, mais une lecture qui ignore son républicanisme et sa dépendance à l’idée d'un peuple américain est faussée. En effet, en mettant en avant le rôle des institutions, les néo-madisoniens nient l’univers normatif qu’habitaient Madison et les autres fédéralistes de l’époque.
De par ces contradictions, Robert Alan Dahl, considère la doctrine madisonienne davantage comme une idéologie qu’une théorie.

### La critique d'un fétichisme institutionnel
Les néo-madisoniens considèrent que tous les moyens de limiter le pouvoir sont automatiquement légitimes et que seule la « fragmentation institutionnelle » donne cette légitimité au pouvoir en place.
En s'inspirant du mécanisme « anti-hégémonique » de Madison, ils fondent les bases de leur théorie de contrôle du pouvoir des majorités politiques. Cependant, cette volonté de fragmentation ignore la relation entre institutions et normes. En effet, chaque dessein institutionnel dépend d’un ordre normatif pour sa légitimité.
Pour David Beetham, la légitimité politique ne peut faire référence uniquement aux règles ou au statu quo institutionnel. Elle ne se réduit donc pas à la validité juridique. La légitimité est le fruit d’un processus de justification et chaque ordre juridique fait référence à une justification normative, ce que Habermas appelle l’unité des faits et des normes.
En l’absence d’une justification normative, la fragmentation institutionnelle mène simplement à un système politique dysfonctionnel. Ceci est démontré par Dahl dans sa critique de la théorie madisonienne. Il s’interroge sur la manière dont la séparation des pouvoirs et l’existence de points de veto permettent d’éviter la tyrannie. La seule réponse sensée, selon Dahl, est la possibilité pour chaque branche de gouvernement d’être sanctionnée par d’autres branches en cas d’un abus du pouvoir.
Cette remarque fait écho à la critique faite par Hegel dans sa Philosophie du droit. Selon lui, l’idée qu’un gouvernement soit constitué d’éléments antagonistes est une recette soit pour la guerre civile soit pour la domination totale d’une branche du gouvernement sur une autre. Ainsi érigée en principe de légitimité politique, la fragmentation est en réalité une source d’instabilité et de dysfonctionnement de l’ordre politique.